# Charles Mangin (architecte)
Ne doit pas être confondu avec le général Charles Mangin
Pour les autres membres de la famille, voir Famille Mangin.
Charles Mangin, né le 27 mars 1721 à Mitry et mort le 4 février 1807 à Nantes, est un architecte-entrepreneur français.

## Biographie
Enregistré à la naissance sous le nom de Jean-Charles Mangin, élevé à Juilly, il manifeste dès l'enfance un goût prononcé pour l’architecture. Son oncle, un libraire nommé Lottin, lui permet d'approfondir ses connaissances en mathématiques et en dessin, puis il le place chez plusieurs architectes. Au cours de sa carrière, il est notamment remarqué par Jacques-Germain Soufflot et Jean-François Chalgrin,.
Il épouse, en 1748, Jeanne Françoise Laillaud, la fille d'un architecte-entrepreneur nantais, Louis Laillaud,, et devient veuf vers 1768.
En 1777, il acquiert le privilège de créer à Nantes une « petite poste », c'est-à-dire une entreprise de portage de courrier à domicile, activité nouvelle à l'époque. Il place son fils Victor Mangin à la tête de l'office. Après 1803, il se retire à Nantes où il meurt. À son décès, il demeurait au no 74 du quai de la Fosse.

## Principales réalisations
- Halle aux blés de Paris (sous la direction de Nicolas Le Camus de Mézières)[1].
- Séminaire du Saint-Esprit[1].
- Église Saint-Barthélemy de Paris (fondations et portail, sous la direction de Jean-François Chalgrin)[1].
- Église Saint-Pierre-du-Gros-Caillou (sous la direction de Jean-François Chalgrin)[1].
- Église Saint-Sulpice de Paris (portail, chapelle et tours, sous la direction de Jean-François Chalgrin)[1].
- Construction à Mayence jusqu'en 1791[8].
- Immeuble au no 8 de la rue du Faubourg Saint-Jacques (1790)[8].
- Plan de Paris, présenté au concours de l'an II (1790)[8].
- Immeuble au no 24 de la rue Saint-André-des-Arts (1803)[8].
- Projet pour l'Assemblée nationale, co-auteur avec Charles-Louis Corbet[8].